# Sicilský emirát
Sicilský emirát (arabsky إمارة صقلية, Imára Siqilíja, řecky Ἐμιράτον τῆς Σικελίας, italsky Emiratu di Sicilia) byl islámský stát rozkládající se na ostrově Sicílie v letech 831–1071. Malý zbytek arabského panství ve městě Noto a okolí se udržel ještě do roku 1091.

## Historie

### Arabská expanze
V roce 535 byzantský císař Justinián I. obsadil Sicílii a připojil ji k Byzantské říši jako provincii,  již podruhé v dějinách Sicílie, přičemž řečtina se rozšířila napříč ostrovem. Avšak když postupně byzantská moc na Sicílii zeslábla, vylodily se v roce 652 na ostrově arabské oddíly chalífy ‘Uthmána ibn ‘Affána. Avšak Arabové se na ostrově dlouho neudrželi a po relativně krátké době se zase stáhli.

### Eufémiova zrada
Kolem roku 700 ostrov Pantelleria dobyli Arabové a pouze nejednotnost arabských vůdců jim zabránila v následující invazi na Sicílii. Namísto toho se rozvinula obchodní spolupráce mezi Araby a Byzantinci prostřednictvím sicilských přístavů.
V roce 826 donutil velitel byzantské flotily na Sicílii Eufémios jeptišku, aby se za něho provdala. Císaře Byzantské říše Michaela II. tento Eufémiův krok velmi popudil a nařídil sicilskému guvernéru Konstantinovi, aby manželství ukončil a Eufémia potrestal uříznutím nosu. Eufémios se však císaři postavil, Konstantina zabil a opevnil se v Syrakusách. Neudržel se však dlouho, byl poražen a uprchl do severní Afriky. Následně nabídl vládu nad Sicílií Zijadatu Alláhovi I., emírovi z Ifríkíje, pokud mu emír navrátí pozici generála a zajistí mu bezpečnost. Zijadat Alláh I. jeho nabídku přijal a Eufémiovi poslal armádu arabských, berberských, krétských, andaluských a perských žoldnéřů. Válka mezi arabskými útočníky a obránci ostrova byla velmi vyrovnaná: po tuhém odporu, ale kvůli vnitřní nejednotností mezi obránci, byla Sicílie po století byzantské nadvlády dobyta muslimy. Syrakusy sice ještě další dobu vzdorovaly a malé město Taormina na východním pobřeží padla až roku 902. Celý ostrov byl Araby nakonec podroben až roku 965.

### Éra emirátu
Po dobytí Sicílie pro muslimy byl následně ostrov pod nadvládou sunnitských emírů z Tunisu z rodu Aglabidů a později šíitských fátimovských chalífů z Egypta. Byzantští povstalci však měli převahu především ve východní části Sicílie, kterou byli schopni ubránit před muslimy několik let.
Poté, co třetí fátimovský chalífa Ismáíl al-Mansúr potlačil vzpouru Řeků, jmenoval Hassana al-Kalbiho (948–964) sicilským emírem. Ten úspěšně držel ostrov pod kontrolou a založil vládnoucí dynastii Kalbidů. I za vlády kaldibských emírů pokračovaly arabské nájezdy do jižní Itálie až do 11. století a roku 982 dokonce Arabové porazili německou armádu římského císaře Oty II. poblíž Crotone v Kalábrii. S vládou emíra Jusúfa al-Kalbiho (990–998) začala doba postupného úpadku Sicilského emirátu. Za vlády al-Akála (1017–1037) se vyostřily dynastické spory a kliky v rámci vládnoucího rodu uzavíraly různá spojenectví s Byzantskou říší a Ziridy, dynastií berberského původu vládnoucí v oblasti Tuniska, Alžírska a Libye. V letech vlády emíra Hassana as-Samsama (1040–1053) se emirát rozdrobil na několik menších lén.
V této době pokračovalo velké povstání sicilských Řeků ve východních částech země, odkud byli Arabové dokonce vytlačeni. Emirát se začal rozpadat na jednotlivá panství jednotlivých znesvářených příslušníků Kalbidské dynastie. V 11. století začala na jihoitalské pevnině vzrůstat moc normanských žoldnéřů, kteří byli potomky vikingů, kteří přijali křesťanství a usadili se v Evropě. Normané, vedení hrabětem Rogerem vtrhli na Sicílii a osvobodili ji od muslimů. Poté, co byla dobyta Apulie, Kalábrie, obsadili normanští rytíři Messinu. Roku 1068 Rogerova armáda porazila Araby u Misilmeri, ale rozhodující bitvou bylo obléhání Palerma o dva roky později, s jehož pádem roku 1072 dostala celá Sicílie pod normanskou nadvládu.

## Ekonomika
Arabové začali postupně s reformami, kterými pozvedli produktivitu a dále povzbuzovali růst malofarmářského zemědělství, které se stalo dominantním na Sicílii. Muslimové dále vylepšili zavlažovací systém a přinesli na Sicílii některé zemědělské plodiny, především pomeranče, citróny, pistácii a cukrovou třtinu.